# La Source (Ingres)
Pour les articles homonymes, voir La Source.
La Source est un tableau peint par Jean-Auguste-Dominique Ingres commencé en 1820 et terminé en 1856. Un temps accroché au Louvre, il est exposé au musée d'Orsay. Deux de ses élèves, les peintres Paul Balze et Alexandre Desgoffe, aidèrent Ingres à la réalisation du tableau pour le décor et la jarre. La pose est empruntée à un autre nu d'Ingres, la Vénus Anadyomène, et le modèle était peut-être Christine Roux.

## Provenance
Tableau achevé en 1856, et exposé à titre privé dans l'atelier d'Ingres, il est vendu au comte Charles-Marie Tanneguy Duchâtel pour le prix de 25 000 francs. Il reste dans la collection du comte jusqu'en 1878, puis est légué par son épouse la comtesse Duchâtel au musée du Louvre. Il appartient aux collections du musée jusqu'en 1986, avant d'être déposé au musée d'Orsay, inventaire RF 219.

## Description
Le format du tableau est un rectangle allongé verticalement. La figure s'inscrit dans le tiers central du tableau. La peinture représente une femme nue tenant dans ses mains une jarre versant de l'eau. Elle est de face, et sa posture est hanchée, sa jambe droite est légèrement pliée. Son buste est légèrement incliné vers la gauche, son bras droit est replié au-dessus de sa tête et maintient le récipient qui repose sur son épaule gauche, le bras gauche tenant le verseur d'où s'écoule de l'eau. Elle est adossée sur un fond fait de roche et de lierres. Le tableau est signé et daté « J. Ingres, 1856 » en bas à gauche (sur la pierre).

## Pastiches et détournements
Alain Jacquet en fait une sérigraphie dans laquelle la cruche est remplacée par un jerricane.
Dans l'œuvre d'Herman Braun-Vega, on dénombre une dizaine de tableaux faisant référence à La Source parmi lesquels on peut citer La source au bord de mer, Perú negro et Sous les pavés, la plage qui ont en commun de placer La source sur une plage en présence de métisses dont la couleur de peau contraste avec celle du personnage d'Ingres.

"La source de l'invasion" (2008), installée par l'artiste de rue Invader

Le célèbre artiste de rue Invader a créé une mosaïque intitulée "La Source de l'invasion" lors de sa vague d'invasion clandestine à Montauban en 2008. Située à quelques pas du monument à Ingres et proche du musée Ingres-Bourdelle, elle porte la référence MTB_09.